# Großsteingrab Neukalen
Das Großsteingrab Neukalen war eine megalithische Grabanlage der jungsteinzeitlichen Trichterbecherkultur bei Neukalen im Landkreis Mecklenburgische Seenplatte (Mecklenburg-Vorpommern). Es wurde 1852 zur Gewinnung von Baumaterial für den Bau der Chaussee von Neukalen nach Pisede zerstört.

## Lage
Das Grab befand sich im Grenzgraben zwischen Neukalen und dem Forsthof Franzenshagen.

## Beschreibung
Über das Grab liegen nur ungenaue Informationen vor. Bei seiner Abtragung wurde es zunächst nicht als solches erkannt. Es war recht klein und besaß mehrere kleine Decksteine. Ein Hünenbett war entweder nicht vorhanden oder wurde von den Arbeitern nicht erkannt. Ausrichtung und Maße der Anlage sind nicht überliefert, der genaue Grabtyp lässt sich nicht mehr bestimmen. In der Grabkammer fanden sich stark verwitterte Reste eines menschlichen Skeletts sowie als Beigabe eine unverzierte Amphore mit zylindrischem Hals und kugeligem Bauch, die sich heute in der Sammlung des Archäologischen Landesmuseums Mecklenburg-Vorpommern in Schwerin befindet.